# Amanida
Una amanida o ensalada  és principalment un plat fred amb ingredients generalment crus, predominant les hortalisses barrejades, tallades en trossos i habitualment condimentades o adobades o trompades o amanides, fonamentalment amb sal, oli d'oliva i vinagre, que es pot prendre com a plat únic, abans o després del plat principal i fins i tot com a complement (per a picar). A la península Ibèrica les amanides més habituals duen enciam i tomàquet, o tomàquet i ceba. També és habitual la barreja dels tres ingredients. A vegades es mescla o substitueix l'enciam amb altres fulles verdes, com ara l'escarola, l'herba dels canonges, o fins i tot els espinacs tendres.
Quan s'augmenten els ingredients els més habituals solen ser les olives, la tonyina en conserva (escabetx, natural o en oli), ou dur, no és rar el cogombre, i àdhuc algunes puntes d'espàrrec, i l'amaniment descrit, generalment acompanyat d'alls picats. Acostuma a ser un plat fred, i en tot cas tebi o combinant una majoria d'ingredients freds amb algun de minoritari de tebi o de calent, però no és un plat calent en el seu conjunt.
La sal està associada amb l'amanida perquè les verdures es condimentaven amb salmorra (una solució de sal en aigua) o amaniments salats d'oli i vinagre durant l'època romana. A l'Antiga Roma les verdures amanides amb aigua salabrosa eren un plat popular.
També es coneix com a amanit, enciamada, enciam/encisam, trempat o adob.

## Etimologia
La paraula ensalada es documenta en l'Espill de Jaume Roig. Diferents fonts indiquen que deu provindre de l'italià insalata.

## Tipus d'amanides

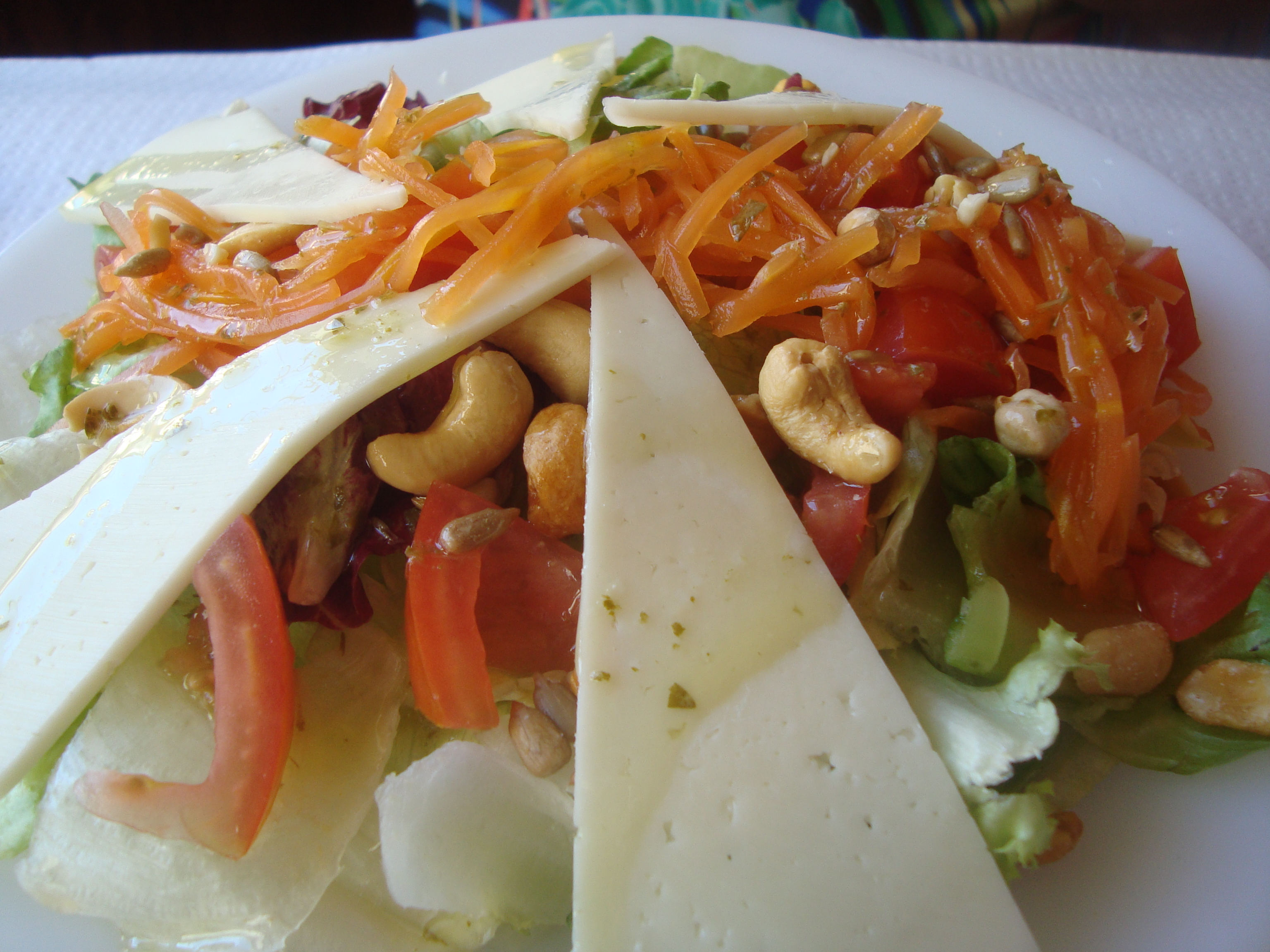
Amanida amb verdures, formatge i fruits secs (anacards)

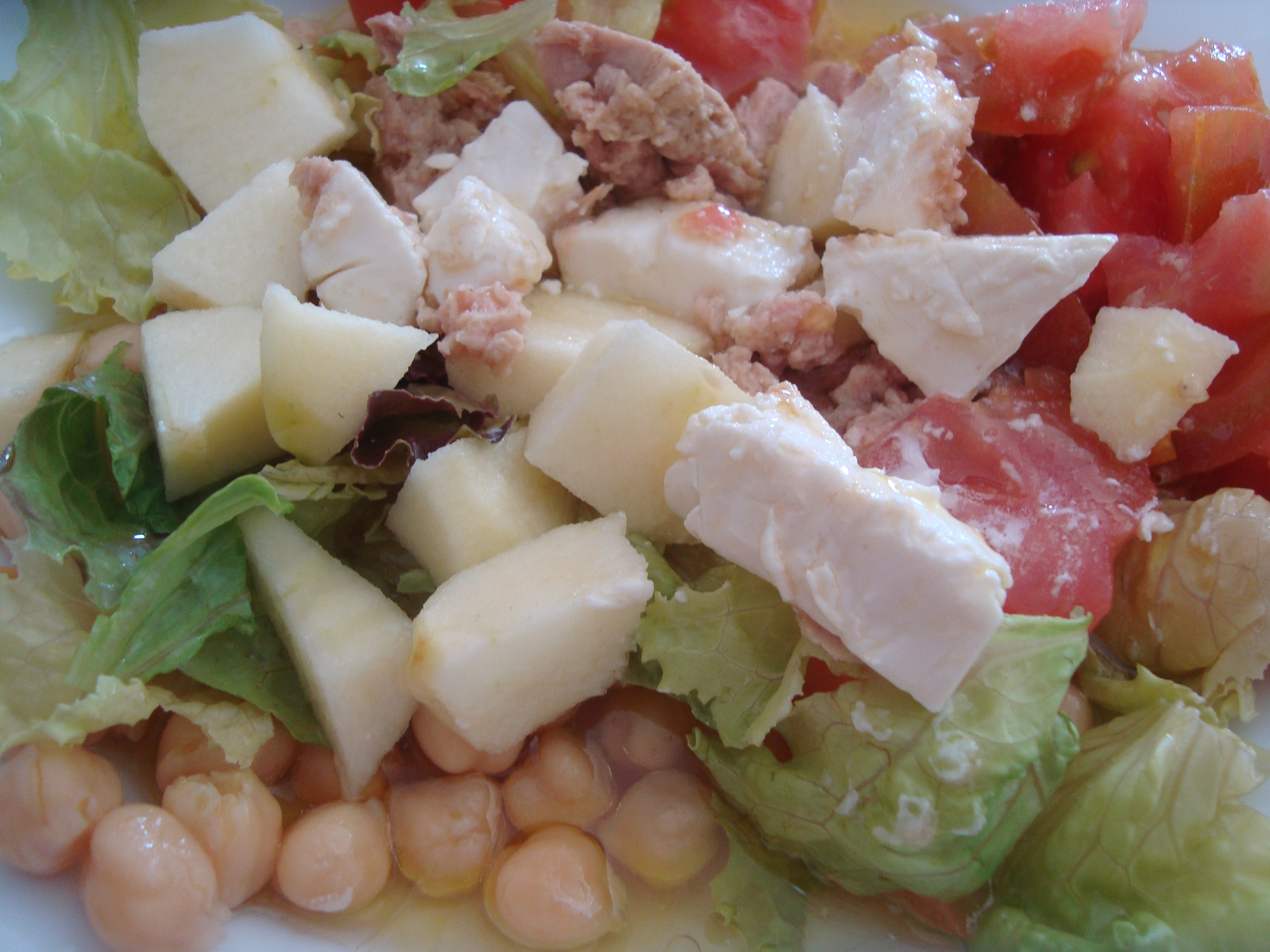
Amanida amb verdures, llegums i formatges

| Amanida                            | Ingredients | Imatge |
| ---------------------------------- | --- | ------ |
| Amanida alemanya                   | amanida de patates amb salsitxes de Frankfurt, tàperes, cogombrets, ceba tendra, tomàquets cherrys, olives negres i pebre |        |
| Ensalada italiana                  | |        |
| Enciam de caputxins                | el feien els caputxins barrejant tota mena d'herbes comestibles, i era molt exquisit. |        |
| Amanida amb gambes                 | amanida feta amb tomàquet, pastanaga, carbassó, gambes, alvocat i pot portar remolatxa |        |
| Amanida amb soia                   | amanida feta amb soia, pastanagues, raves, alvocat, cilandre i pot portar ametlles, llavors i favetes |        |
| Amanida andalusa                   | amanida a base de ceba, tomàquet i pebrots |        |
| Amanida bella vista                | amanida a base d'enciam, tonyina, pebrot, tomàquet, olives i ous |        |
| Amanida caprese                    | amanida feta a base de tomàquet, mozzarella i alfàbrega |        |
| Amanida catalana                   | amanida amb enciam, tomàquet, olives, de vegades altres hortalisses (pastanaga, ceba, pebrot) i fines rodanxes d'embotits del país (botifarres, pernil, fuet, etc.), amanida amb oli d'oliva, una mica de vinagre o suc de limona, sal i, si es vol, pebre negre |        |
| Amanida Cèsar                      | Aquesta amanida consta de fulles d'enciam amanides amb una maionesa. La maionesa es prepara amb un o dos rovells d'ou crus, all, mostassa, salsa anglesa, pasta d'anxoves, llimona i diversos ingredients depenent del lloc; i s'acompanya amb crostons de pa amb all. Ja al plat, se li afegeix formatge parmesà. Després se li poden afegir altres ingredients, potser el més freqüent sigui trossos de cansalada |        |
| Amanida d'alvocat                  | amanida feta a partir d'alvocat i tomàquet i que pot portar olives negres, anxoves o tonyina |        |
| Amanida d'arròs                    | |        |
| Amanida d'enciam i tomàquet        | |        |
| Amanida d'endívies                 | |        |
| Amanida d'escarola amb romesco     | |        |
| Amanida d'espàrrecs                | |        |
| Amanida d'estiu                    | |        |
| Amanida d'orelles de mar           | |        |
| Amanida de cogombres amb tonyina   | |        |
| Amanida de cors de palmera         | |        |
| Amanida de créixens                | |        |
| Amanida de faves tendres amb menta | |        |
| Amanida de la casa                 | |        |
| Amanida de làban                   | |        |
| Amanida de llegums                 | |        |
| Amanida de llegums a l'andalusa    | |        |
| Amanida de llenties                | |        |
| Amanida de marisc                  | |        |
| Amanida de pasta tèbia             | |        |
| Amanida de peix marinat            | |        |
| Amanida de pernil d'ànec           | |        |
| Amanida de peus de porc            | |        |
| Amanida de pollastre               | |        |
| Amanida de raïm amb formatge       | |        |
| Amanida de tomàquet                | |        |
| Amanida de tonyina                 | |        |
| Amanida del temps                  | |        |
| Amanida mixta                      | |        |
| Amanida tèbia                      | |        |
| Amanida tres delícies              | |        |
| Amanida tropical                   | |        |
| Amanida verda                      | |        |
| Coleslaw                           | amanida americana composta de col crua |        |
| Crudités                           | amanida composta d'escalunya i pastanaga tallades en tires molt fines, enciam i pebrot, ceba, remolatxa, rave, etc., en rodanxes molt primes, condimentada amb salsa vinagreta |        |
| Empedrat                           | amanida freda de llegums |        |
| Ensalada niçarda                   | amanida composta d'enciam, api, olives, etc., amb anxoves, tonyina i sovint ou dur |        |
| Ensalada russa                     | En aquesta varietat d'amanida a base de patata i verduretes tallades en daus petits, els ingredients són barrejats amb maionesa espessa. És molt popular com a tapa als bars |        |
| Esqueixada                         | amanida feta amb bacallà o tonyina esqueixats, enciam, tomàquet, olives, etc |        |
| Fatuix                             | amanida elaborada amb hortalisses fresques, generalment tomàquet, enciam, cogombre i ceba, i amb trossos de pa de pita torrats o fregits, que es condimenta amb oli d'oliva, suc de llimona o vinagre, menta i julivert, típica del Pròxim Orient |        |
| Pipirrana                          | amanida andalusa feta amb tomàquet, ceba, ou dur i algun peix de carn atapeïda |        |
| Tabule                             | amanida feta amb búrgul o cuscús, tomàquet, ceba, julivert i menta, que s'amaneix amb oli d'oliva i suc de llimona, originària de Síria i el Líban |        |
| Xató                               | amanida típica del Penedès i el Garraf feta amb escarola, tonyina i bacallà dessalats i esqueixats, filets de seitó i olives negres i arbequines, que es menja adobada amb una salsa feta amb alls, nyores, ametlles torrades, oli, sal i vinagre |        |